# Lawrence (Nebraska)
Lawrence es una villa ubicada en el condado de Nuckolls en el estado estadounidense de Nebraska. En el Censo de 2010 tenía una población de 304 habitantes y una densidad poblacional de 282,83 personas por km².

## Geografía
Lawrence se encuentra ubicada en las coordenadas 40°17′25″N 98°15′35″O / 40.29028, -98.25972. Según la Oficina del Censo de los Estados Unidos, Lawrence tiene una superficie total de 1.07 km², de la cual 1.07 km² corresponden a tierra firme y (0%) 0 km² es agua.

## Demografía
Según el censo de 2010, había 304 personas residiendo en Lawrence. La densidad de población era de 282,83 hab./km². De los 304 habitantes, Lawrence estaba compuesto por el 99.01% blancos, el 0% eran afroamericanos, el 0% eran amerindios, el 0.33% eran asiáticos, el 0% eran isleños del Pacífico, el 0% eran de otras razas y el 0.66% pertenecían a dos o más razas. Del total de la población el 0% eran hispanos o latinos de cualquier raza.